# Metakinetoplastina
Metakinetoplastina es un grupo de protistas de vida libre o parásitos, incluyendo algunos importantes patógenos para los seres humanos. Se incluye en la clase Kinetoplastea y comprende a la mayor parte de los géneros. Es un clado que se constituido sobre la base de análisis moleculares y comprende tres grupos de biflagelados y a los uniflagelados Trypanosomatida.
- Los órdenes Eubodonida, Parabodonida y Neobodonida son biflagelados fagotrofos u osmotrofos de vida libre que se alimentan de bacterias, aunque también se incluyen comensales o parásitos. La célula presenta un citostoma apical o anterolateral. Los géneros típicos son Bodo y Rhynchomonas, además de Cryptobia, parásitos de peces y otros animales, y Cephalothamnium, organismos coloniales de 20-30 individuos, fijados al sustrato y con un tamaño de 5-15 µm.

- El orden Trypanosomatida tiene un único flagelo emergente e incluye organismos exclusivamente parásitos. Presentan citostomas reducidos o ausentes, alimentándose enteramente por absorción y cinetoplastos más pequeños que en otras especies. Típicamente son parásitos muy agresivos con complejos ciclos vitales que comprenden más de un huésped y con varias etapas morfológicas. La más distintiva es la etapa tripomastigote, en donde el flagelo se extiende a lo largo de la longitud de la célula y se conecta a ella mediante una membrana ondulante. Entre las enfermedades causadas por los tripanosomátidos se incluyen la enfermedad del sueño y la enfermedad de Chagas, causadas por especies del género  Trypanosoma, y la leishmaniasis, causadas por especies de Leishmania.